# AKG

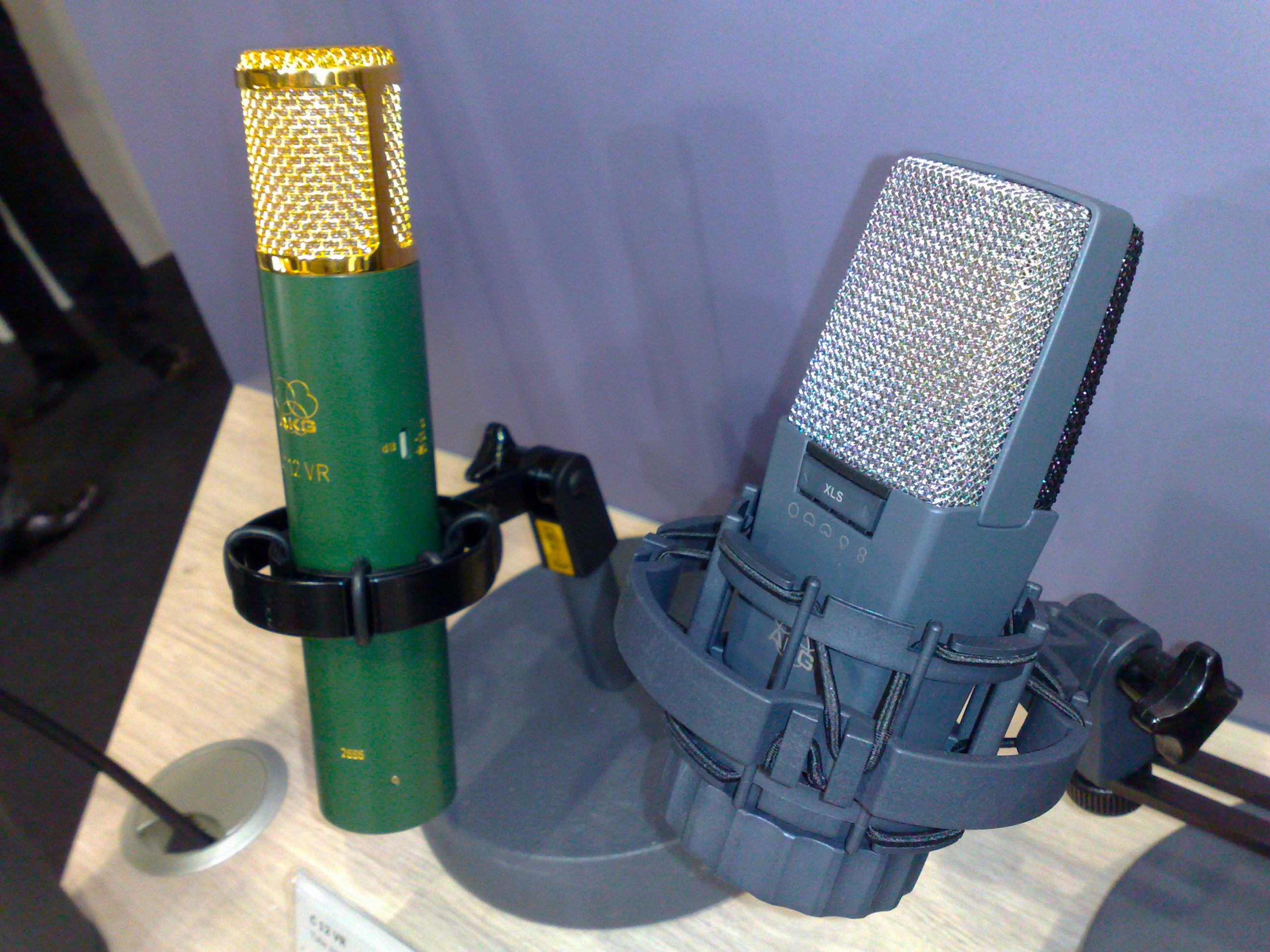
Мікрофони AKG C12VR, C414B-XL

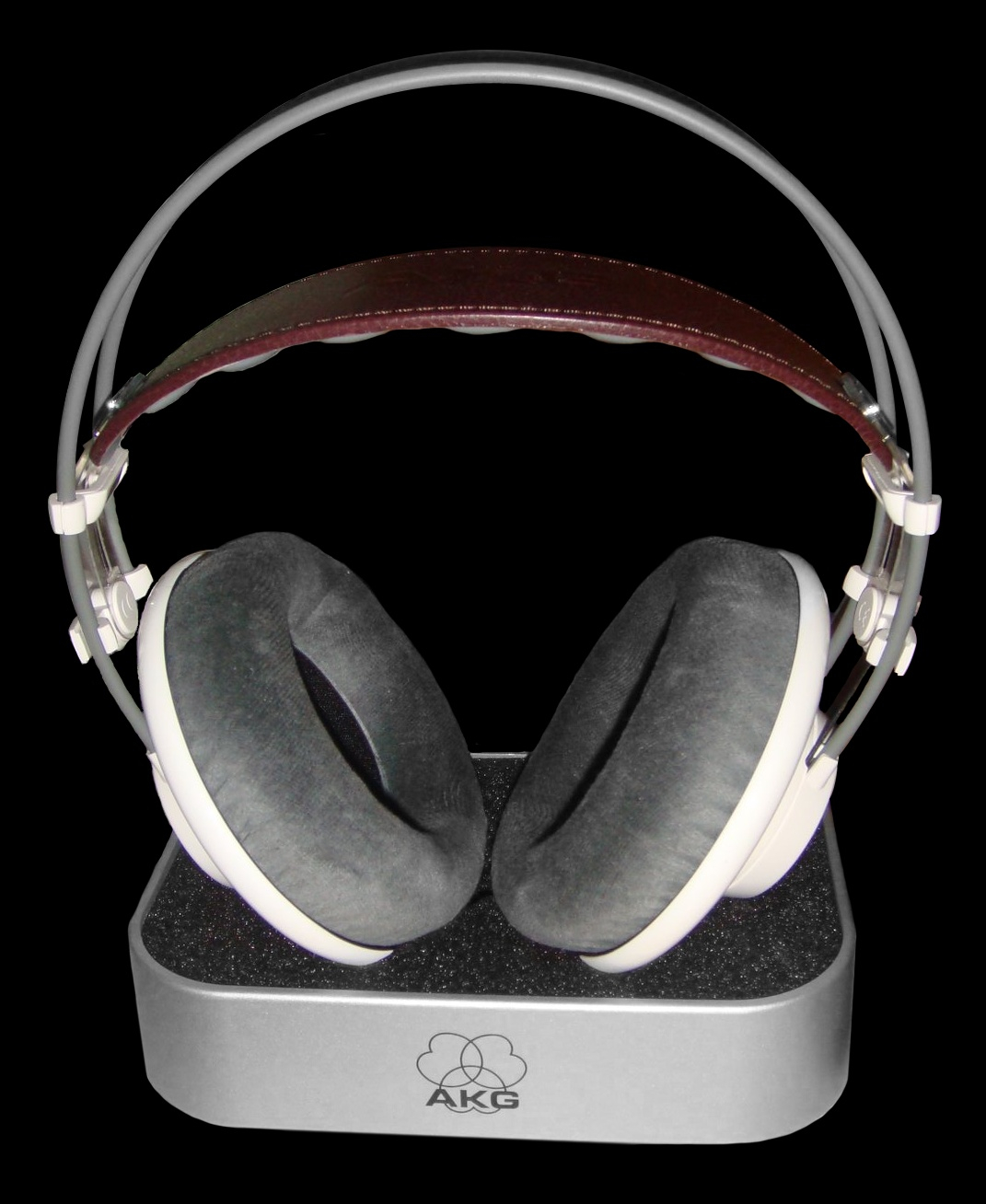
Навушники AKG K701

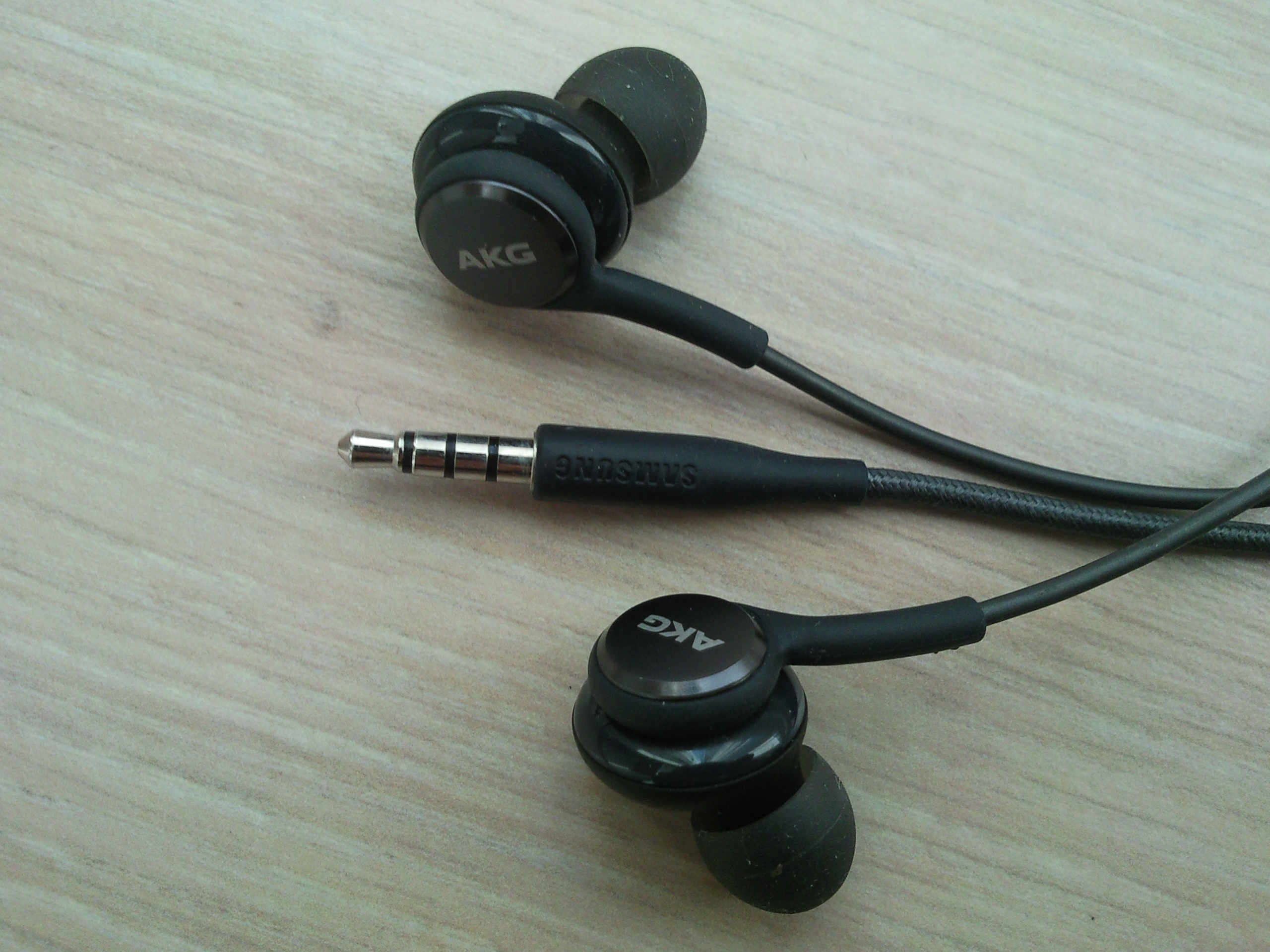
AKG Samsung bundle earphone

AKG Acoustics — австрійський виробник звукової електроніки і аксесуарів для професійного та споживацького ринків. Компанія заснована у Відні у 1947 році, придбана Harman International Industries у 1994 році. Найважливіші типи продуктів AKG — мікрофони та навушники.

## Історія
AKG заснували у Відні 1947 року Dr. Rudolf Goerike і Ernst Pless. Уже через декілька місяців після заснування компанії, перші мікрофони AKG стали вживати на радіостанціях, в театрах і джазових клубах. Тоді мікрофони (серія AKG DYN) вироблялися вручну п'ятьома робітниками. 
У 1949 AKG виводить свої мікрофони на ринок. На початку 50-их AKG зробила ряд інноваційних мікрофонів: D12, перший у світі високоякісний конденсаторний мікрофон з кардіоідною характеристикою; C12 — перший у світі віддалено керований, багатоструктурний конденсаторний мікрофон; Одним із перших покупців мікрофону C12 було BBC. 
У 1955 році з'явився підрозділ AKG у Німеччині. Перший післявоєнний Зальцбурзький фестиваль використовує мікрофони AKG. Спеціальний мікрофон розроблено для Герберта фон Караяна. Hans Hass використовує продукти AKG у першому підводному звуковому фільмі «Пригоди у Червоному морі», що одержує перший приз на Венеціанському бієннале.
У 60-их AKG стала експортувати до країн Східного блоку і Латинської Америки. 
У 1972 році марка Британської пошти присвячена 50-річчю BBC зображує мікрофони AKG поруч з іншими історичними мікрофонами. У 1973 році AKG одержала 1000-ий патент.
У 1984 році AKG стала публічною компанією. У 1985 відкрито підрозділ у США, в кінці 80-их, на початку 90-их AKG придбала ряд компаній — у США, Великій Британії, Німеччині та інших країнах. 
У 1994 році AKG стала частиною Harman International Industries.
Створені у 2005 році навушники AKG K701 визнані одними з найкращих навушників.
У 2017 році AKG разом з Harman викуплені корпорацією Samsung Electronics за 8 млрд $.